# Cryphaea songpanensis
Cryphaea songpanensis är en bladmossart som beskrevs av Johannes Enroth och T. Koponen 1997. Cryphaea songpanensis ingår i släktet Cryphaea och familjen Cryphaeaceae. Inga underarter finns listade i Catalogue of Life.